# Anerkennung der Urheberschaft

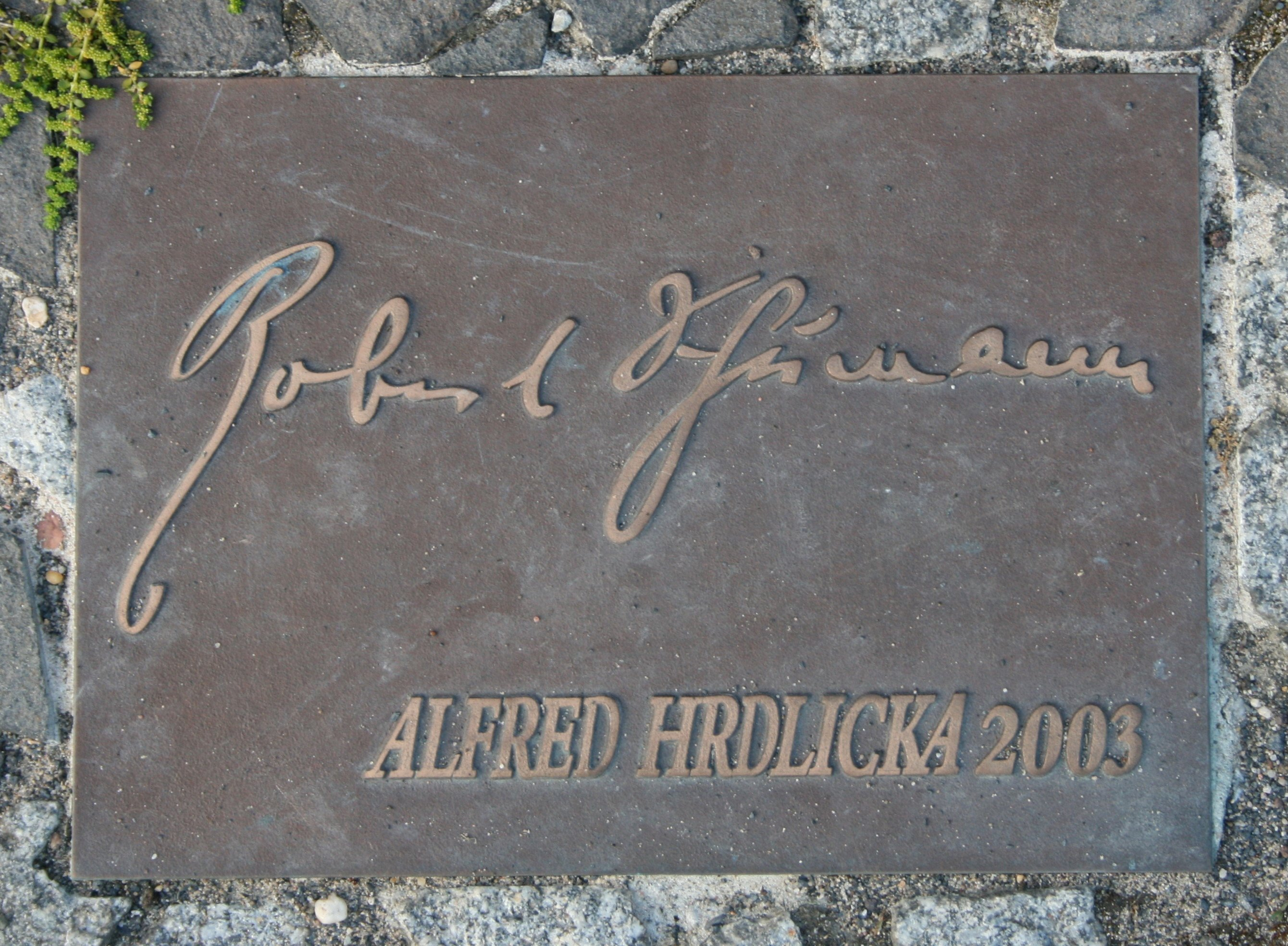
Tafel mit Urhebernennung bei einer Skulptur

Die Anerkennung der Urheberschaft oder Namensnennungsrecht ist neben dem Entstellungsverbot eines der zentralen Urheberpersönlichkeitsrechte des deutschen Urheberrechtsgesetzes (UrhG). Es ist in § 13 UrhG kodifiziert.

## Geschichte
Vereinzelt enthielten bereits die Vorgängervorschriften des Urheberrechtsgesetzes Regelungen über die Anerkennung der Urheberschaft. So gewährte auch schon § 13 des 1907 in Kraft getretenen Kunsturhebergesetzes (KUG) das Recht des Urhebers auf die Anbringung einer Urheberbezeichnung, etwa des Namenszugs oder der Künstlerbezeichnung auf Kunstobjekten. Der § 13 KUG geht jedoch im Wesentlichen im zweiten Satz des heutigen § 13 UrhG auf. Der erste Satz hingegen gleicht das deutsche Recht an Art. 6bis der Berner Übereinkunft an. Die Anerkennung der Urheberschaft ist seit dem Inkrafttreten des Urheberrechtsgesetzes in § 13 kodifiziert:

„Der Urheber hat das Recht auf Anerkennung seiner Urheberschaft am Werk. Er kann bestimmen, ob das Werk mit einer Urheberbezeichnung zu versehen und welche Bezeichnung zu verwenden ist.“

## Allgemeines
Die Anerkennung der Urheberschaft gewährleistet das Interesse des Urhebers – soweit er dies selbst will –, dass die ideelle Verbindung zwischen ihm und dem Werk, das das Urheberrecht begründet, nach außen in Erscheinung tritt und dadurch seine Urheberschaft nicht angefochten werden kann. Daher hat auch nur der Urheber (beziehungsweise der Miturheber, Bearbeiter oder Herausgeber eines Sammelwerkes) ein Recht auf die Anerkennung der Urheberschaft. Das Recht wird jedoch darüber hinausgehend auch den Verfassern wissenschaftlicher Ausgaben nach § 70 sowie Lichtbildnern nach § 72 zugestanden. Damit kommt folglich weder juristischen Personen noch Nutzungsrechtsinhabern ein im Urheberrecht begründetes Recht auf Namensnennung zu. Das Recht auf Anerkennung der Urheberschaft verfällt mit dem Übergang des Werkes in die Gemeinfreiheit.
Die Anerkennung der Urheberschaft kann in das Anerkennungsrecht, das Bestimmungsrecht und das Nennungsverbot aufgeteilt werden.

### Anerkennungsrecht
Das Anerkennungsrecht nach § 13 Satz 1 UrhG ist ein allgemeines Schutzprinzip. Der Urheber hat dabei insbesondere das Recht sich auf seine Urheberschaft zu berufen, das Bestreiten seiner Urheberschaft abzuwehren und der unberechtigten Urheberbehauptung eines Dritten an seinem Werk entgegenzutreten. Der Angriff auf die Urheberschaft kann beispielsweise durch Aberkennung der Urheberschaft oder durch Anmaßung der Urheberschaft bei einem Plagiat erfolgen. Die Urheberschaft wird auch dann schon aberkannt, wenn nur der Bearbeiter eines Werkes als Alleinurheber genannt wird. Gegen einen Angriff auf die Urheberschaft kann sich der Urheber durch § 97 UrhG in Verbindung mit § 13 UrhG erwehren.

### Bestimmungsrecht
Das Bestimmungsrecht der Urheberbezeichnung nach § 13 Satz 2 UrhG umfasst das Recht des Urhebers zu bestimmen, ob sein  Werk mit einer Urheberbezeichnung zu versehen ist und welche Bezeichnung zu verwenden ist. Das Bestimmungsrecht hat gegenüber dem Anerkennungsrecht als allgemeinem Schutzrecht daher eine größere praktische Bedeutung. Als Bezeichnung kommen der bürgerliche Name, der Künstlername oder auch das Künstlerzeichen in Betracht. Nicht mehr von diesem Recht umfasst sind die Adresse oder die Berufsbezeichnung des Urhebers. Die Bezeichnung ist an dem Werk so anzubringen, dass die Urheberrechtsvermutung nach § 10 UrhG seine Wirkung auf den bezeichneten Urheber entfaltet. Die Urheberbezeichnung nach Verkehrsgewohnheiten oder Branchenübung zu wählen, ist für das urheberrechtliche Bestimmungsrecht ungeeignet. Der Urheber kann sich zwar stillschweigend beim Vertragsschluss der Branchenübung unterwerfen. Diese Branchenübung sowie die Kenntnis des Urhebers darüber bedarf jedoch einer genauen Prüfung, damit sie nicht zu einer unsittlichen Benachteiligung des Urhebers führt. Im Zweifel ist jedoch nach der Zweckübertragungstheorie zu Gunsten des Urhebers zu entscheiden.

### Nennungsverbot
Das Nennungsverbot ist das negative Recht des Urhebers, auch nachträglich eine Urhebernennung zu verbieten, und erlaubt es dem Urheber, sich neben der pseudonymen und anonymen Urheberschaft vom Werk zu distanzieren. Darauf folgt, dass der Urheber eine nachträgliche Signierung eines unsignierten Werkes verweigern kann. Er kann aber die Aufdeckung der Urheberschaft des Urhebers außerhalb der Werkverwertung nicht verhindern, beispielsweise in Aufsätzen oder Kommentaren.
Aus §13 UrhG lässt sich aber kein droit de non-paternité ableiten. Ein Künstler, der feststellt, dass in einem Verzeichnis seiner Werke ihm ein fremdes Werk untergeschoben wurde, kann sich dagegen also nicht auf §13 UrhG berufen. Allerdings steht ihm dafür das allgemeine Persönlichkeitsrecht sowie unter Umständen das Namensrecht zur Verfügung.

## Einzelfälle

### Arbeitnehmerurheber
Einschränkungen können sich bei Urhebern in Arbeits- und Dienstverhältnissen (Arbeitnehmerurheber) ergeben. Einschränkungen nach Art und Zweck des Werkes können daraus resultieren, dass eine Urhebernennung gänzlich entfällt, beispielsweise bei einem Beamten, der eine zur Veröffentlichung bestimmte behördliche Informationsschrift verfasst. Jedoch entfällt auch bei Arbeitnehmerurhebern das Urheberpersönlichkeitsrecht nicht völlig. So kann unter anderem die Anmaßung der Urheberschaft des Arbeitgebers, wie es beispielsweise häufig an Universitäten geschieht, wo angestellte wissenschaftliche Mitarbeiter zur Mitnennung des Lehrstuhlinhabers gezwungen werden, abgewehrt werden.

### Ghostwriter
Auch bei Ghostwritern soll die Anerkennung der Urheberschaft des Ghostwriters eingeschränkt werden. Jedoch kann auch hier nicht auf die Anerkennung über die ganze Dauer des Urheberrechts verzichtet werden. So kann eine über fünf Jahre dauernde, vertraglich vereinbarte Einschränkung durch den Ghostwriter gekündigt werden (nach § 40 Abs. 1 Satz 2, § 41 Abs. 4 Satz 2 UrhG). Weder Ghostwriter noch Auftraggeber können sich gegen eine Bekanntmachung der tatsächlichen Urheberschaft wehren. Dem Ghostwriter steht es zudem frei, auf direkte Nachfrage wahrheitsgemäß die eigene Urheberschaft zu nennen; er kann sich vertraglich lediglich dazu verpflichten, seine Urheberschaft nicht ungefragt bekannt zu geben.